# Henryka Łazowertówna
Henryka Łazowertówna (phát âm ['xɛnˈrɨka waˌzɔvɛrˈtuvna]; tên đầy đủ Henryka Wanda Łazowertówna, sinh ngày 19 tháng 6 năm 1909 tại Warszawa, mất này tháng 8 năm 1942 tại trại hủy diệt Treblinka) là nhà thơ trữ tình Ba Lan. Nhìn chung, thơ của bà chất chứa nỗi niềm xã hội và âm hưởng lòng yêu nước. Bà là một trong những tác giả nổi tiếng người Ba Lan gốc Do Thái.
Bà rất nổi tiếng với bài thơ " Mały szmugler " (Người Buôn lậu Tí hon). Bà sáng tác bài thơ này vào khoảng năm 1941 và xuất bản lần đầu vào năm 1947. Nội dung tác phẩm khắc họa một đứa trẻ mạo hiểm tính mạng của mình để gia đình cậu sống sót bằng cách buôn lậu hàng hóa với phe "Aryan".
Văn bản gốc của bài thơ và bản dịch tiếng Anh và tiếng Do Thái được in trên Đài tưởng niệm các nạn nhân trẻ em của vụ thảm sát (Pomnik Pamięci Dzieci ở Warszawa), được coi là văn bia cho hàng triệu trẻ em bị sát hại trong thảm họa Holocaust.

## Đời tư
Cha của Henryka Łazowertówna tên là Maksymilian Łazowert và mẹ là Bluma. Łazowertówna theo học bác ngữ học Ba Lan tại Đại học Warszawa, và sau đó theo học văn học Pháp tại Đại học Grenoble theo học bổng do Chính phủ Đệ Nhị Cộng hòa Ba Lan tài trợ.

### Trong khu Ghetto (một dạng khu ổ chuôt) tại Warszawa

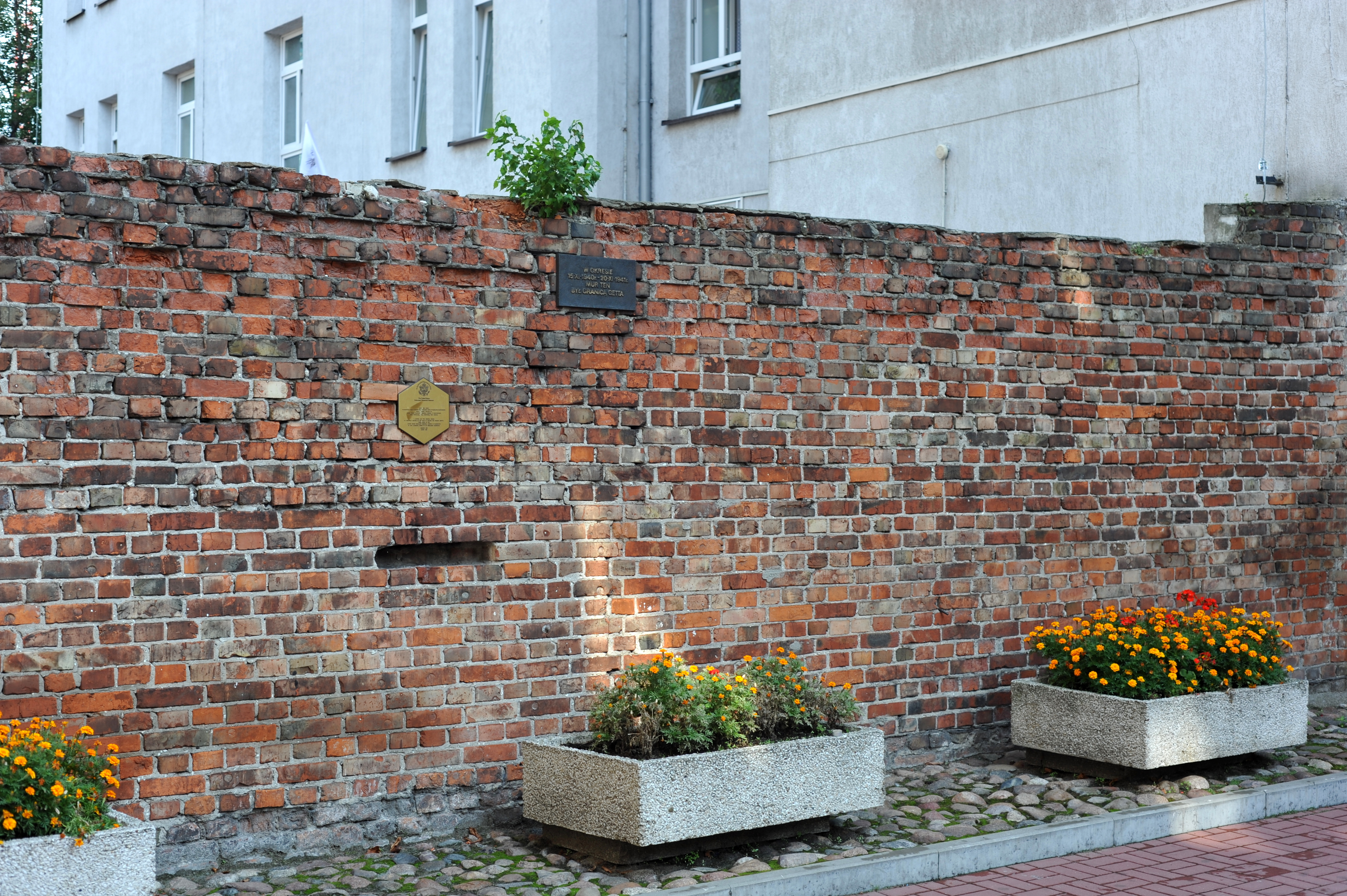
Một phần còn sót lại của bức tường Warsaw Ghetto ở phố Sienna, nơi Łazowertówna sinh sống

Trong cuộc trục xuất hàng loạt người dân khu ổ chuôt Warszawa đến trại tiêu diệt Treblinka do Đức Quốc xã tiến hành từ tháng 7 đến tháng 9 năm 1942 (cái gọi là Großaktion Warschau), Henryka Łazowertówna đi cùng mẹ đến Umschlagplatz, nơi họ bị đưa vào phòng hơi ngat. Tổ chức Aleynhilf cố gắng giải cứu Łazowertówna khỏi bị đưa lên chuyến tàu định mệnh, nhưng bà từ chối sự hỗ trợ do không muốn vĩnh biệt mẹ.

## Các tác phẩm

### Tuyển tập thơ
- Zamknięty pokój (1930)
- Imiona świata (1934)

### Bài thơ riêng lẻ
- "O zachodzie słońca"
- "Noc na ulicy Śliskiej" ("Một đêm ở phố Śliska")
- "Mały szmugler" (Người Buôn lậu Tí hon)

### Văn xuôi
- "Anna de Noailles"
- Wrogowie: opowiadanie